# Аптекарь (опера)
«Аптекарь» (итал. Lo Speziale) — комическая опера австрийского композитора Франца Йозефа Гайдна в одном действии по либретто Карло Гольдони, созданная и поставленная в 1768 году. Издана в Венеции в 1755 году.

## История создания и постановок
Первое представление состоялось осенью 1768 года в замке князя Эстерхази.  Гайдн написал эту оперу специально для открытия нового дворцового театра «Эстерхаза».
В XIX-XX веках эта опера с успехом шла на театральных сценах Вены, Дрездена, Гамбурга, Амстердама, Лондона, Нью-Йорка, Будапешта. 

### В России
Российские театры неоднократно ставили эту весёлую оперу. В частности, её ставил Мамоновский театр в сезоне 1912/1913 годов. 
Сегодня[когда?] она входит в репертуар театров:
- Камерный музыкальный театр оперы им. Б.А. Покровского
- Омский государственный музыкальный театр

## Главные действующие лица
- Семпронио, пожилой аптекарь (тенор)
- Грильетта, молодая девушка (сопрано)
- Меньоне, помощник аптекаря (тенор)
- Вольпино, богатый молодой человек (сопрано, роль-травести[2]).

## Сюжет
Меньоне и Грильетта любят друг друга. Вольпино пытается соблазнить Грильетту, а Семпронио намерен на ней жениться.

## Интересные факты
Мексиканский тенор Рамон Варгас дебютировал в опере Йозефа Гайдна «Аптекарь» в 1982 году. 